# Владана Вучинич
Владана Вучинич (нар. 18 липня 1986), також відома просто як Владана — чорногорська співачка й авторка пісень. Представниця Чорногорії на Пісенному конкурсі Євробачення 2022 у Турині, Італія з піснею «Breathe».

## Життя та кар'єра

### Ранні роки
Владана почала проявляти інтерес до музики ще в ранньому віці, оскільки її дід — Борис Нізамовський — був головою Асоціації артистів сцени Північної Македонії й керівником македонського ансамблю Magnifico.
Співачка має початкову та середню музичну освіту, зосереджену на теорії музики та оперному співі. Вона також закінчила факультет політичних наук Чорногорії за спеціальністю журналістика.
У 2003 році Владана дебютувала на телебаченні в національному караоке-шоу, і того ж року випустила дебютний сингл, який був виконаний на Середземноморському фестивалі в Будві, Чорногорія.
3 березня 2005 року Вучинич взяла участь у передвідборі Сербії та Чорногорії на Євробачення — Montevizija 2005 — з піснею «Samo moj nikad njen» (укр. Тільки моя, ніколи її). Вона посіла 18-е місце й не змогла просунутися до наступного етапу — Evropesma-Europjesma 2005. Наступного 2006 року Владана брала участь у Montevizija 2006 у дуеті з Бояною Ненезич з піснею «Željna» (укр. Нетерплячий). Вони пройшли у фінал, де посіли 15-е місце в загальному заліку. Пізніше того ж року Вучинич виконала свою пісню «Kapije od zlata» (укр. Золоті ворота) у категорії новачків музичного фестивалю Sunčane skale.

### 2007—2021 роки
Вучинич випустила свій перший кліп на сингл «Kao miris kokosa» (укр. Ніби запах кокоса) у співпраці з чорногорським режисером Ніколою Вукчевичем; кліп став на той момент найбільш тиражованим у Чорногорії. У 2007 році вона продовжила працювати з Вукчевичем і випустила своє друге відео — на сингл «Poljubac kao doručak» (Поцілунок наче сніданок).
Наприкінці 2009 року Вучинич записала й випустила свій перший сингл англійською мовою «Bad Girls Need Love Too» (укр. Поганим дівчатам також потрібна любов). Роком пізніше, у листопаді 2010-го, анімаційне відео на пісню «Sinner City» (укр. Місто грішників) було випущено як підготовка до її першого англомовного альбому. Вучинич самостійно випустила свій дебютний альбом під назвою Sinner City 13 грудня 2010 року.
Владана — перша сольна виконавиця з Чорногорії, яка транслювалася на регіональній станції MTVAdria.
Співачка запустила онлайн-журнал про моду під назвою Chiwelook, заснований на редакційних статтях модельєрів з Чорногорії.  Як засновниця та головна редактокар, вона зробила внесок у журнал через колонки та інтерв'ю про моду з різними музикантами, культурними представниками та політиками.

### Пісенний конкурс Євробачення

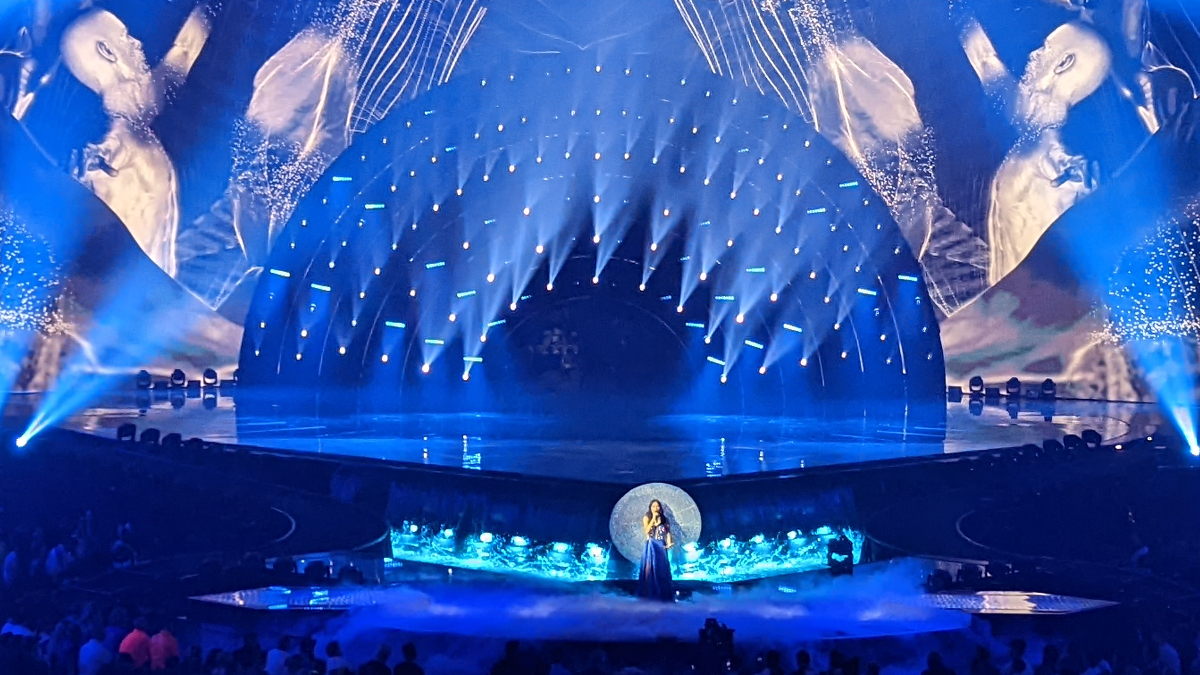
Владана на сцені Євробачення 2022

4 січня 2022 року було оголошено, що Владана була обрана чорногорською телекомпанією RTCG представляти свою країну на Пісенному конкурсі Євробачення 2022. Через день, 5 січня 2022 року, було оголошено, що її пісня на конкурсі матиме назву «Breathe» та виконуватиметься англійською мовою. Сингл був випущений 4 березня 2022 року разом із музичним відео. На Євробаченні в Турині Владана виступила у другому півфіналі, який відбувся 12 травня 2022 року, але не змогла пройти до гранд-фіналу. Співачка посіла 17 (передостаннє) місце у півфіналі з 33 балами. Пізніше пісня була записана й випущена фінською («Jää»/Stay) та італійською («Respira»/Breathe) мовами.

## Дискографія

### Альбоми
| Назва       | Дата           | Лейбл     |
| ----------- | -------------- | --------- |
| Sinner City | 15 грудня 2010 | Самореліз |

### Сингли
| Назва                             | Рік  | Альбом        |
| --------------------------------- | ---- | ------------- |
| «Ostaćeš mi vječna ljubav»        | 2003 | поза альбомом |
| «Noć»                             | 2004 | поза альбомом |
| «Samo moj nikad njen»             | 2005 | поза альбомом |
| «Nježna» (разом з Бояною Ненезіч) | 2006 | поза альбомом |
| «Kao miris kokosa»                | 2006 | поза альбомом |
| «Kapije od zlata»                 | 2006 | поза альбомом |
| «Poljubac kao doručak»            | 2007 | поза альбомом |
| «Bad Girls Need Love Too»         | 2009 | Sinner City   |
| «Sinner City»                     | 2010 | Sinner City   |
| «Breathe»                         | 2022 | поза альбомом |